# فلورنتينو كاسترو لوبيز
فلورنتينو كاسترو لوبيز (بالإسبانية: Florentino Castro López)‏ هو سياسي مكسيكي، ولد في 20 يونيو 1949 في المكسيك. حزبياً، نشط في الحزب الثوري المؤسساتي. وقد انتخب عضو مجلس النواب المكسيك.